# Aleksandrów Łódzki
Aleksandrów Łódzki är en stad i Łódź vojvodskap i Polen. Staden har en yta på 13,82 km2, och hade 21 224 invånare år 2014.